# Disney Cinemagic
A Disney Cinemagic egy európai fizetős televíziós hálózat, amely a Walt Disney Company Limited (Egyesült Királyság) tulajdonában volt, valamint a Disney Channels Worldwide két programozási blokkja. Korábban Nyugat-Európa legtöbb országában sugározták; Jelenleg a korábban márkás Disney Cinemagic csatornákat Franciaországban (Disney Cinema), valamint az Egyesült Királyságban és Írországban (Sky Movies Disney) harmadik felek üzemeltetik, amelyek elsősorban a Walt Disney Studios filmeit közvetítik.
2006. március 19-én indult az Egyesült Államokban, de azóta már Európában is elkezdett sugározni. Az angol, illetve ausztrál adásváltozatát átnevezték. Az angol adásváltozat Sky Movies Disney néven, az ausztrál Foxtel Movies Disney néven sugároz tovább. Olaszországban és Latin-Amerikában műsorblokként működik.

## Történelem
A Disney Cinemagic 2006. március 16-án indult az Egyesült Királyságban és Írországban a BSkyB prémium csomagja alapján. 2007 novemberében elindult a Disney Cinemagic franciaországi piaci verziója.
2008. november 30-án, délután 8:30-kor a Disney Cinemagic HD napi 6 és 1 óra között debütált a Canalsat-on sugárzott műsorban, és ez a csatorna lett az első „gyermek- és családi HDTV-csatorna egy francia piacon”. 2008 decemberében elindult a Cinemagic HD csatorna az Egyesült Királyságban, nagyfelbontású programozással, kezdeti elérhetőséggel a Sky + HD csatornán keresztül, Sky Movies előfizetéssel. 2008. október 1-jén elindult a Portugália Disney Cinemagic, és 2009. január 1-jén HD csatornát indított, amely Portugáliában az egyetlen és egyetlen Kids csatorna, amely HD-csatornát kapott.
2012. november 1-jén a Disney Cinemagic Portugal helyébe Disney Junior váltott, míg HD-hírcsatornáját újból átnevezték Disney Movies on Demand néven.
2013. március 28-án a Cinemagicot az Egyesült Királyságban a BSkyB prémium csatornája a Sky Movies Disney váltotta fel, a BSkyB és a Disney között létrejött megállapodás részeként, amely lehetővé tette a Sky UK számára, hogy a Skyney filmeket közvetíthesse a Sky video igény szerinti szolgáltatásain. Egy hasonló lépésként Ausztráliában a Foxtel 2014. április 10-én indította el a Foxtel Movies Disney-t, a Disney XD-vel együtt.
A spanyolországi Disney Cinemagic 2015. január 1-jén bezárásra került annak ellenére, hogy a csatorna megmentése érdekében Twitter ellen tiltakoztak. A franciaországi Disney Cinemagic helyét a Disney Cinema váltotta fel, 2015 májusában. A Sky 2016. január 8-án átadta a Sky Movies csatornáit a Sky Cinema-nak, beleértve a Disney csatornát. 2017. december 22.
A Disney Cinemagic és az összes többi nemzetközi Disney Channel csatornát 2018. március 14-én átvitték a Disney–ABC Television Group, a Disney Media Networks szegmens feléből, a Walt Disney Direct-to-Consumer & International szegmensbe.
A végleges Disney Cinemagic csatornát, a német verziót, 2019. szeptember 30-án a Sky Cinema Special váltotta fel, így 13 év elteltével véget vet a Cinemagic márka számára. A németországi Sky Cinema Special első filme A legnagyobb showman volt 2019. október 1-jén, 12:00 órakor.